# Fumier

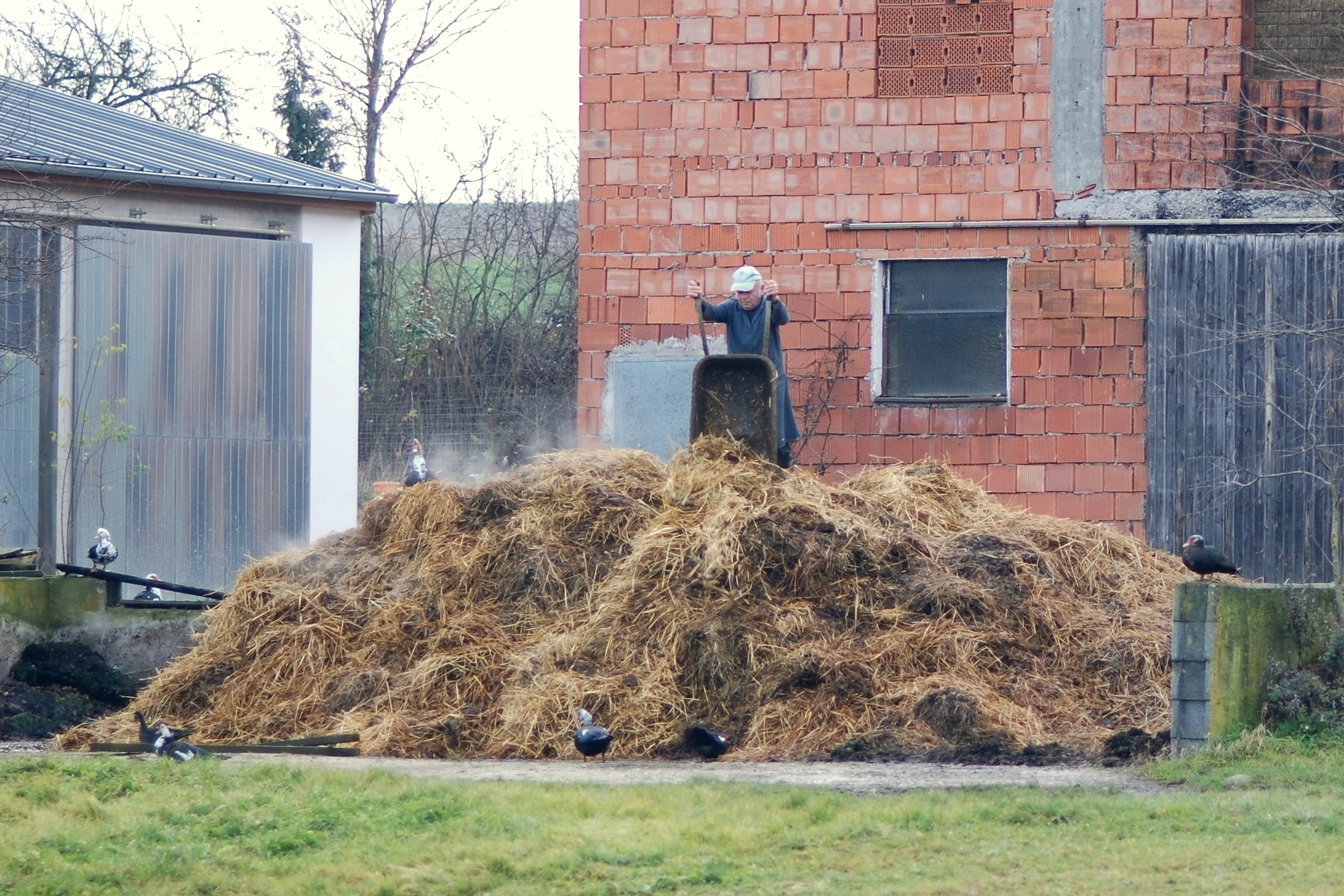
Tas de fumier traditionnel sur fumière aménagée, Autriche.

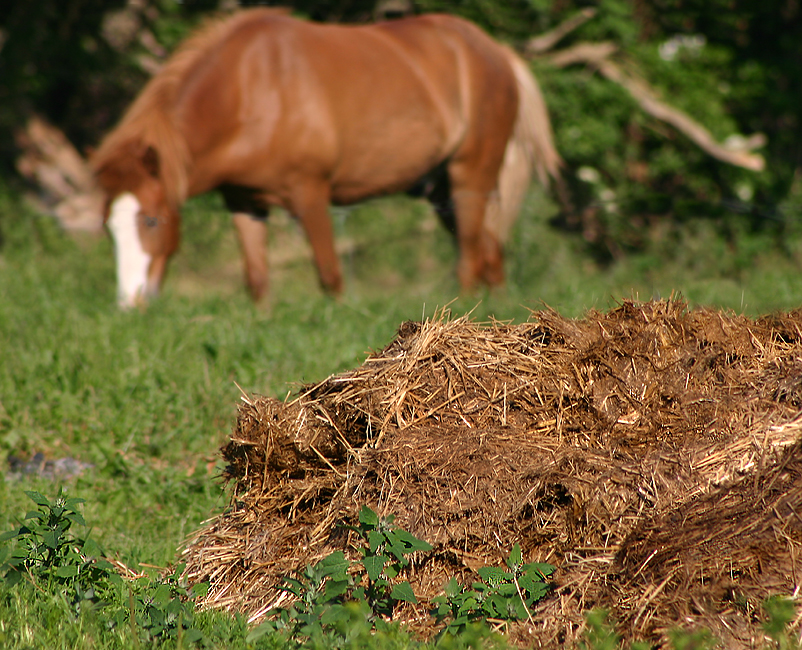
Du fumier de cheval.

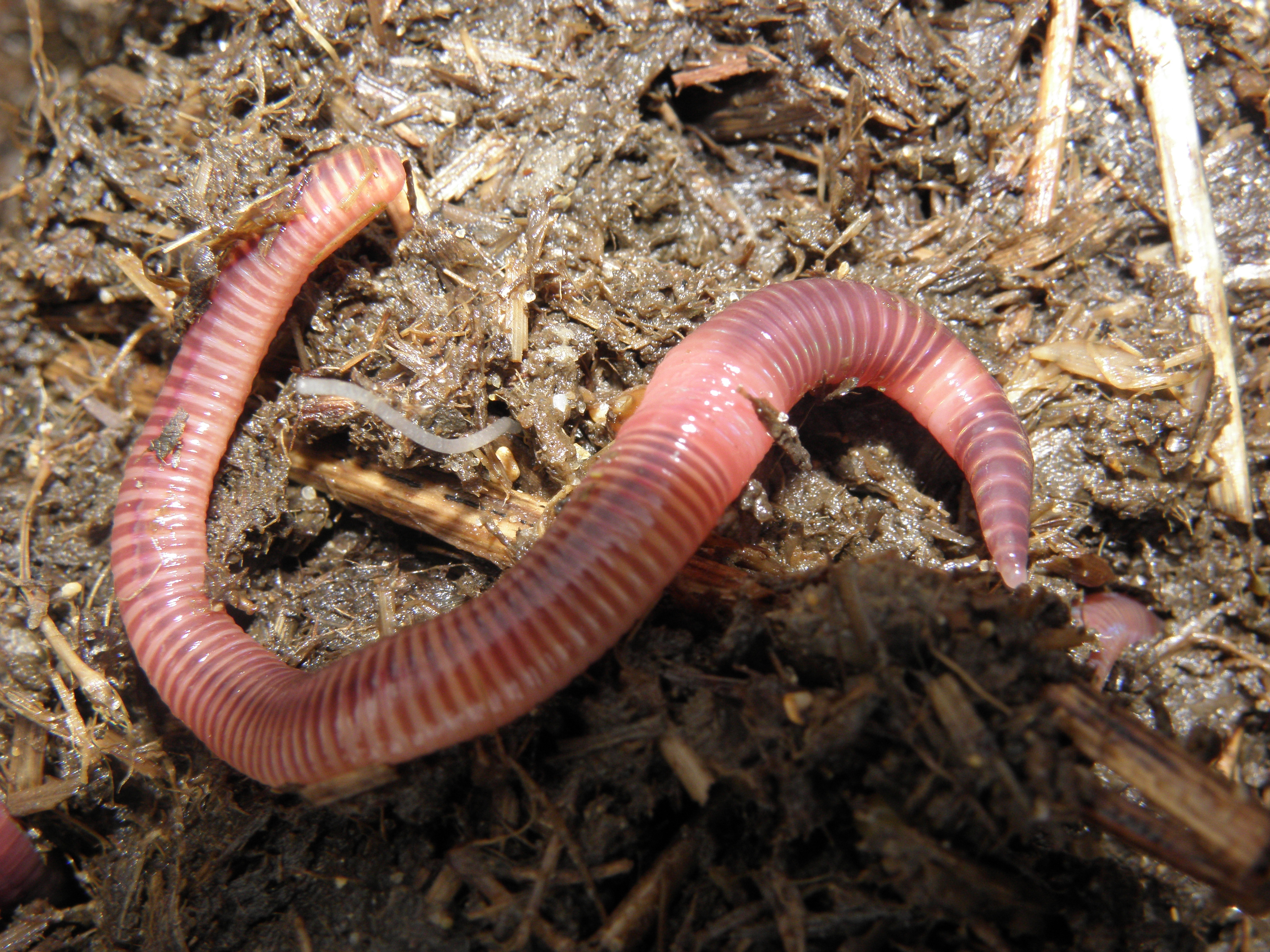
Le ver rouge est une espèce thermophile et épigée dans la mesure où elle s'installe dans les tas de fumier.

Le fumier est un matériau solide ou semi-solide composé de déchets de matière organique, issus d'excréments solides et d'urines d'animaux associés à de la litière absorbante comme les pailles de céréales, fougères, copeaux de bois, etc. Le fumier frais ou composté est épandu puis enfoui comme fertilisant (engrais organique) et comme amendement en agriculture. Convenablement employés, les fumiers contribuent à maintenir la fertilité des sols, à améliorer leur structure, à maintenir leur porosité et leur capacité de rétention en eau (capacité au champ), soit de façon générale à entretenir et enrichir le sol. Le fumier mélangé au sol se décompose et fournit des nutriments, notamment de l'azote, du potassium et du phosphore, assimilables et nécessaires à la nutrition des végétaux cultivés.

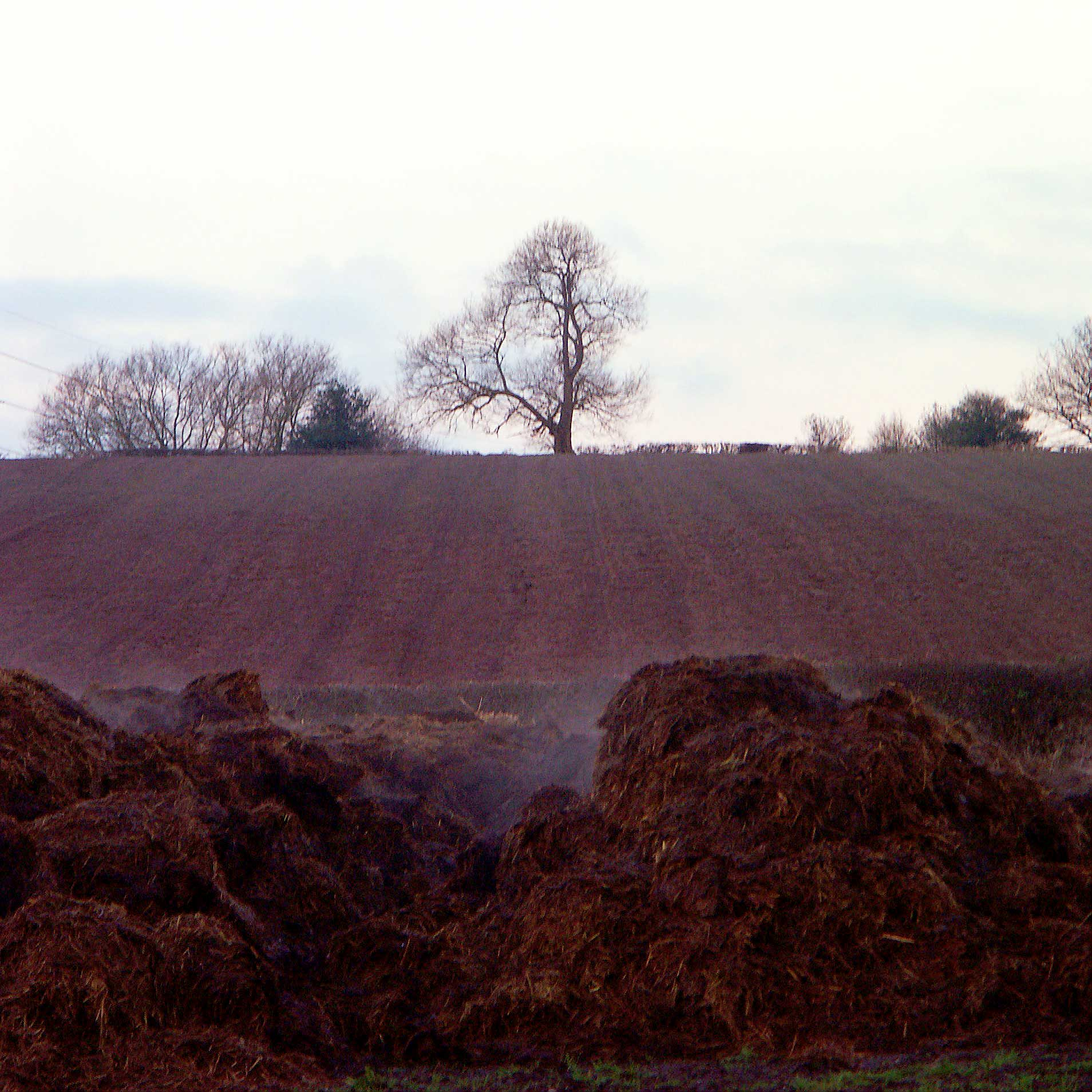
Pour limiter les risques sanitaires dus aux micro-organismes pathogènes pour l'homme, le fumier devrait être suffisamment hygiénisé (fermenté) avant épandage sur les cultures alimentaires.

Les espèces (insectes, champignons) se nourrissant du fumier et le transformant sont dites fimicoles ou coprophages.
Les termes « fumier » et « fumure » ont été un temps utilisé en France pour des intrants inorganiques (engrais). Cet emploi persiste pour « fumure ».
Les déjections liquides des animaux utilisées comme fertilisant sont appelées purin, les déjections mélangées sans litière lisier.

## Différents types de fumiers
Il existe plusieurs catégories de fumiers :
- les fumiers de ferme : déjections solides ou semi-solides des animaux mélangées à la litiére, on y rajoute généralement les refus de la table d'alimentation et les divers déchets organiques solides de la ferme,
- les déchets des industries agro-alimentaires, de la restauration collective et des espaces verts (brasserie, abattoirs, tontes …) généralement compostés.

On distingue le compost du fumier ; le compost résulte de la décomposition avancée (fermentation) de matières organiques (végétales, animales).

### Fumiers animaux

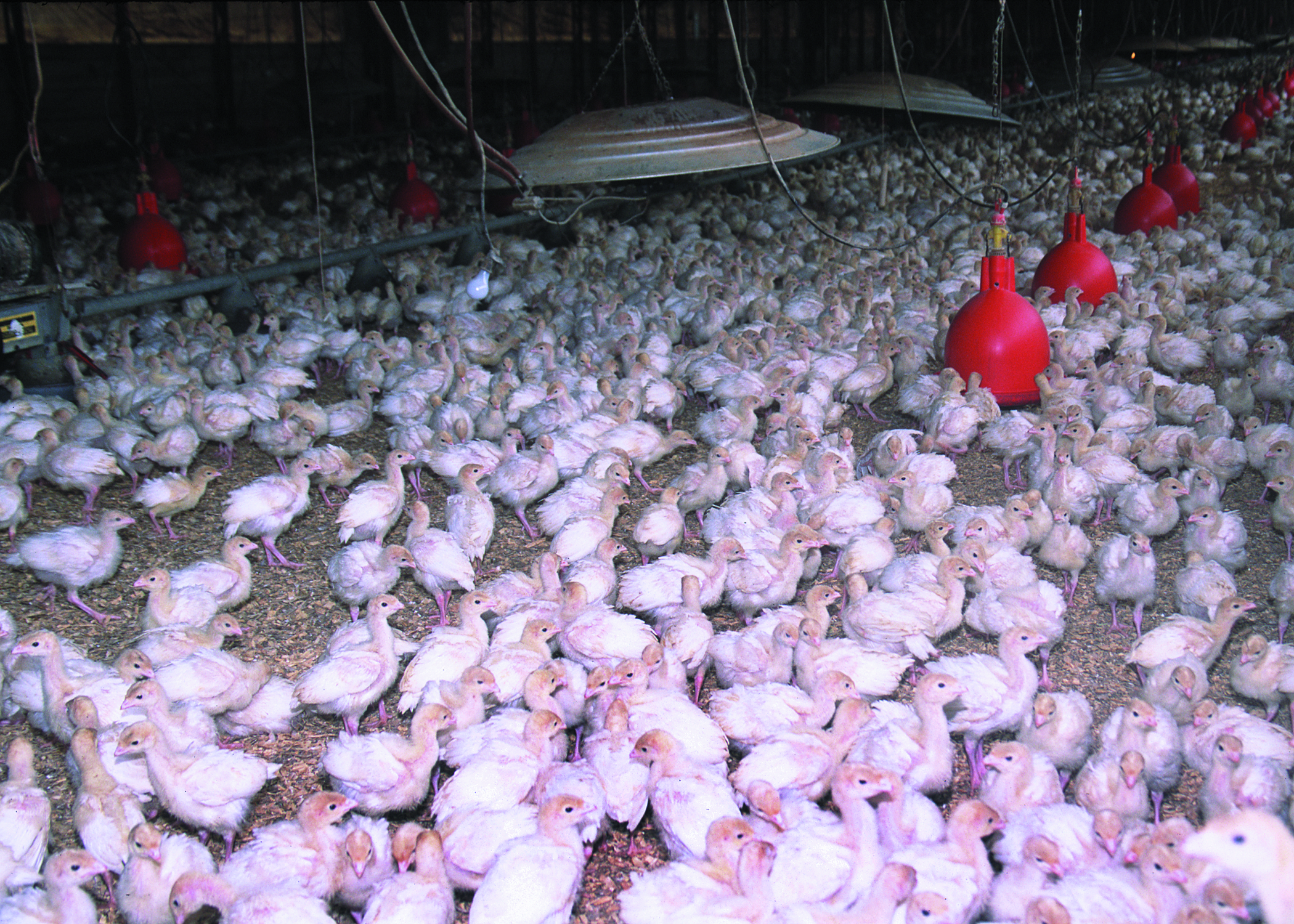
Dindes élevées sur litière accumulée (copeaux de bois et déjections des animaux). Le fumier est récupéré en une seule fois après le départ des animaux.

La majorité des engrais animaux proviennent des matières fécales des animaux d'élevage associées à des matériaux végétaux (souvent de la paille) utilisés comme litière.

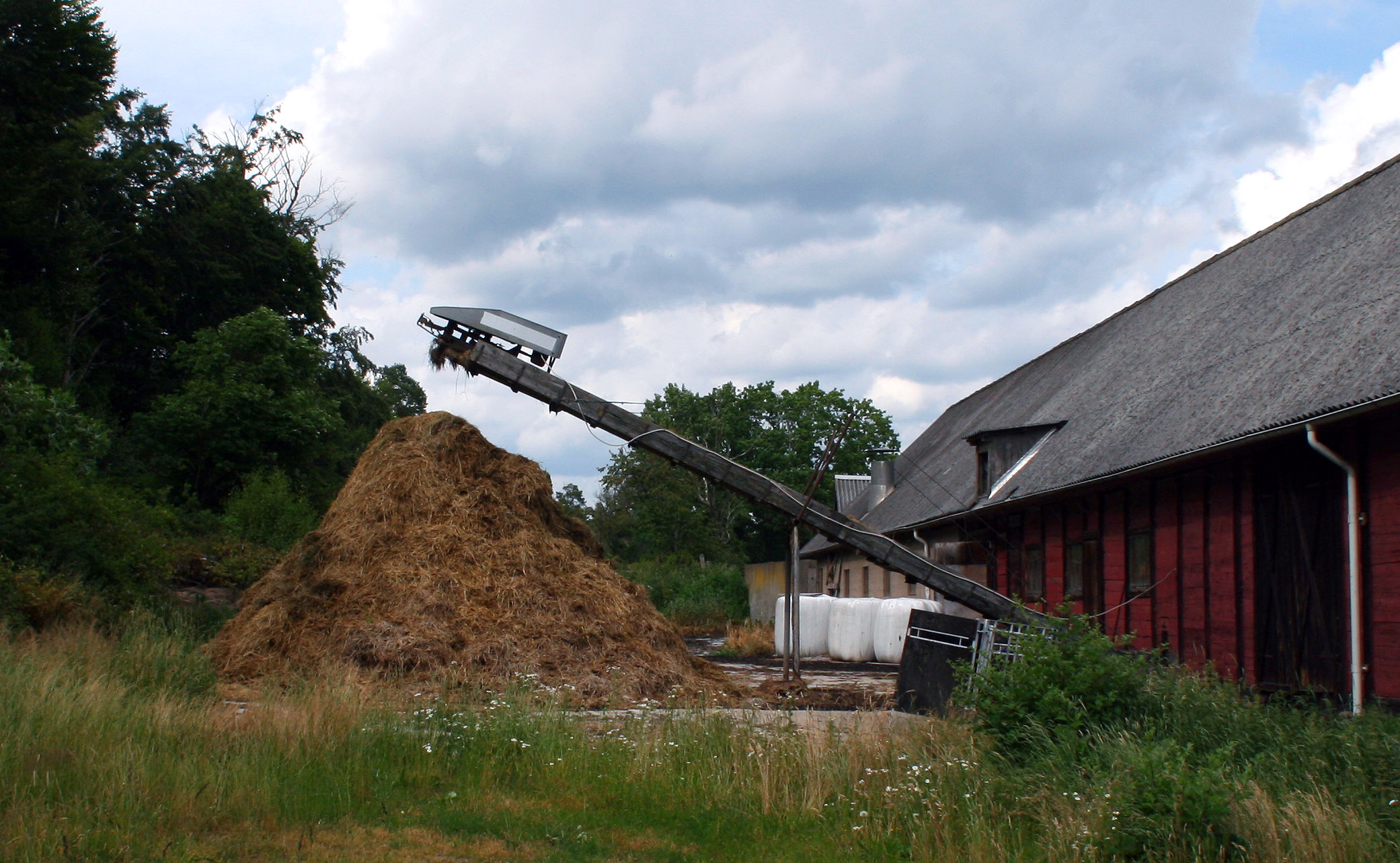
Évacuateur à fumier.

On n’emploie pas le fumier dès sa sortie de l'étable, de la bergerie ou de l'écurie : le fumier frais présente des inconvénients, notamment une teneur trop élevée en ammoniac. Il est préférable de le composter pendant plusieurs mois, sur une fumière par exemple, avant de l'épandre généralement sur sol nu et de le mélanger au sol. Un fumier pailleux peu décomposé et irrégulièrement enfoui peut réduire la surface de contact entre les graines, les racines et la terre fine. Il fait un mauvais lit de semence.
Les fumiers de cheval (crottin riche en cellulose) ou d'ovins sont des « fumiers chauds » plutôt adaptés aux terres argileuses. On les étale et on attend, on dit qu'ils « chauffent le sol » ou qu'ils constituent des « couches chaudes ». Cependant cette méthode ancestrale peut s'opposer aujourd'hui aux législations sur l'épandage des effluents qui requièrent le plus souvent une incorporation au sol rapide.
Les fumiers traditionnels de porc et de bovins (lisier épais et bouses riches en azote) sont des « fumiers froids » adaptés aux sols siliceux et calcaires. Ils se dégradent lentement (25 % en année 1 et 50 % en année 2 puis effet résiduel long pendant plusieurs années). Les apports doivent se faire en automne-hiver pour le printemps suivant.
Les fientes et les fumiers de volailles (autrefois appelés poulaitte, colombine…) sont d'excellents fertilisants à action rapide. Ils peuvent être épandus au moment du semis ou de la plantation. Leur faible quantité nécessaire (3 tonnes/ha suffisent) permet d'éviter une surconcentration de matière organique problématique. En effet, en plus des effets mécaniques, les matières organiques en dégradation peuvent avoir des effets allélopathiques limitant la germination (principalement) ou la croissance.
Les fientes d'oiseaux sauvages (hirondelles, par exemple) sont également utilisables. Les fientes d'oiseaux marins accumulées sur de très longues périodes (guano) ont été utilisées à grande échelle et ont largement contribué au développement des agricultures occidentales mais les grands gisements sont aujourd'hui épuisés.

### Fumiers à dominante végétale
Ces fumiers proviennent du triage des légumes, des champignonnières (« fumier de champignons »), des industries agroalimentaires, de la restauration et des services et entreprises d'entretien du paysage où ils constituent les déchets ultimes. Il est préférable de les composter, le fumier de champignon est déjà un compost.
Ces fumiers peuvent aussi être utilisés pour la fabrication de biogaz (méthanisation). Les digestats de méthanisation sont équivalents à un compost. On considère que ces produits font partie des fertilisants issus du recyclage (FIR), filière en cours de développement,.
Les engrais verts ne sont pas considérés comme un fumier mais comme un autre type d'amendements. Il en est de même pour le biochar, amendement ou FIR issu de la pyrolyse de débris végétaux.

## Usages

### Emploi

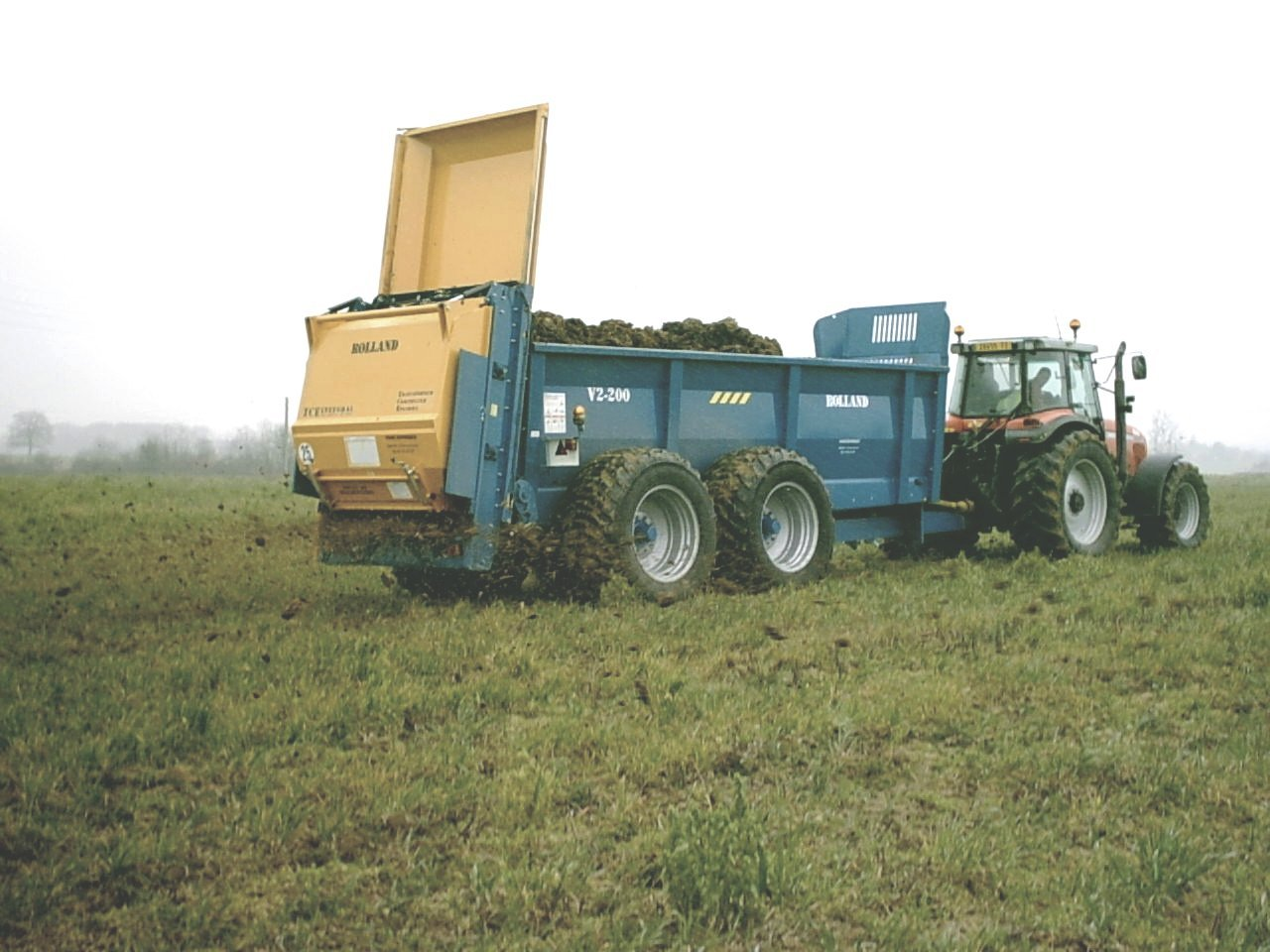
Épandeur de fumier au travail avec sa porte d'étanchéité relevée et une table d'épandage pour une dispersion plus large

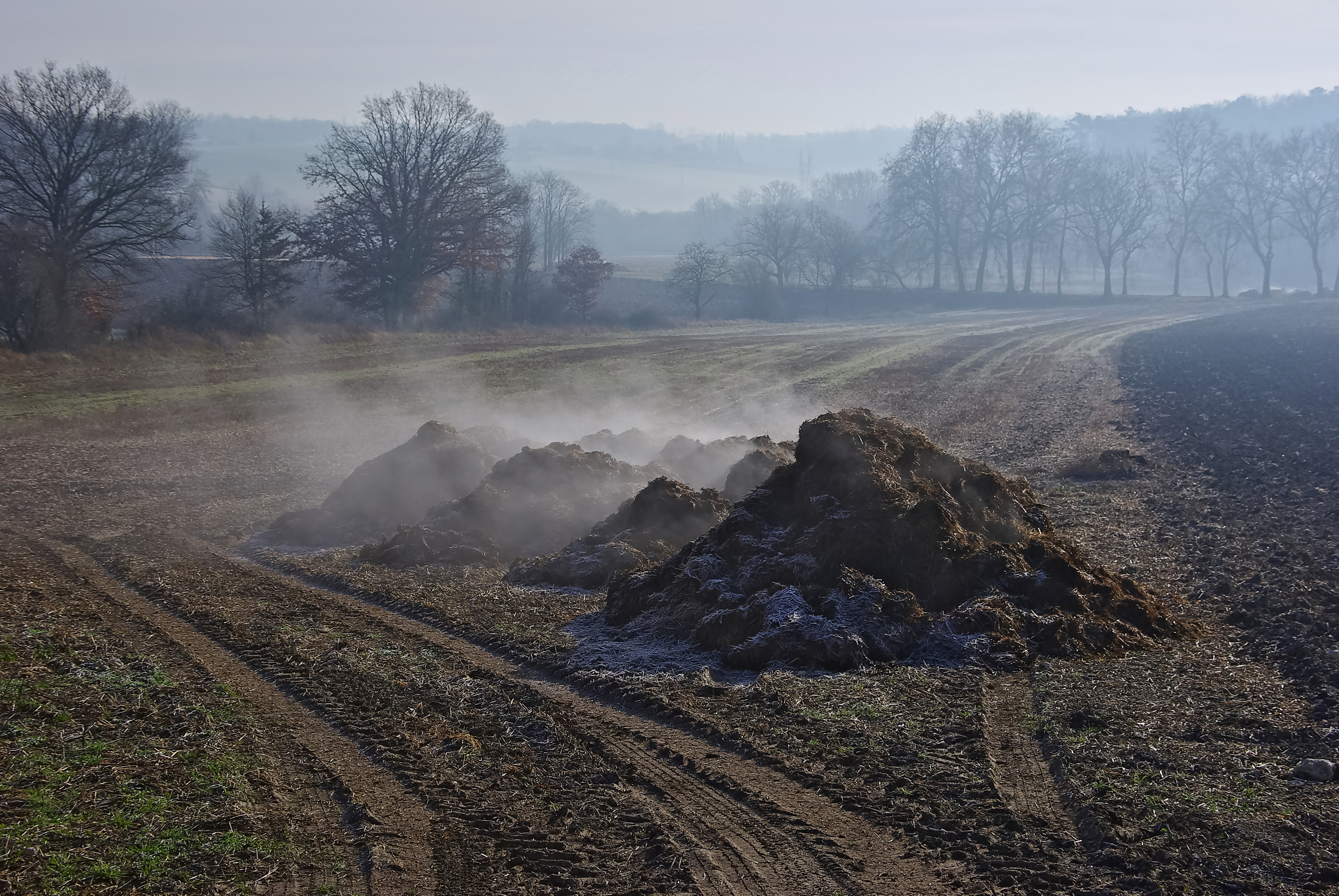
Tas de fumier au champ avant épandage;

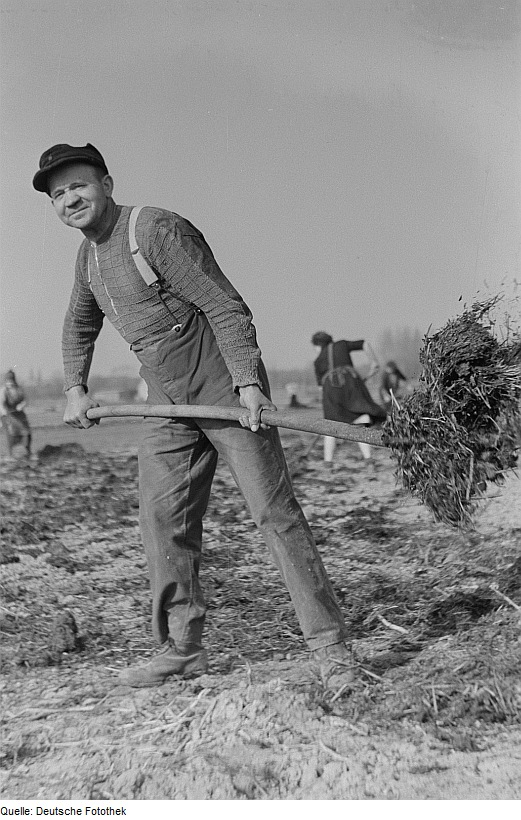
Épandage manuel de fumier, Allemagne de l'Est, 1953.

#### Engrais et amendement
Le fumier est utilisé depuis les débuts de l'agriculture comme fertilisant, du fait de sa richesse en azote et autres nutriments facilitant la croissance des végétaux. C'est un amendement de valeur et un engrais à faible concentration (comparé aux engrais chimiques). Il ne contient en effet en moyenne que 4 à 30 kg/tonne (le fumier de volaille est quatre fois plus concentré que celui des ruminants) d'éléments minéraux nécessaires à la croissance des plantes (azote, anhydride phosphorique, potasse…). En revanche, il a une valeur capitale comme amendement humique et comme ensemencement microbien. L'augmentation du taux d'humus améliore la structure du sol et prévient sa compaction.

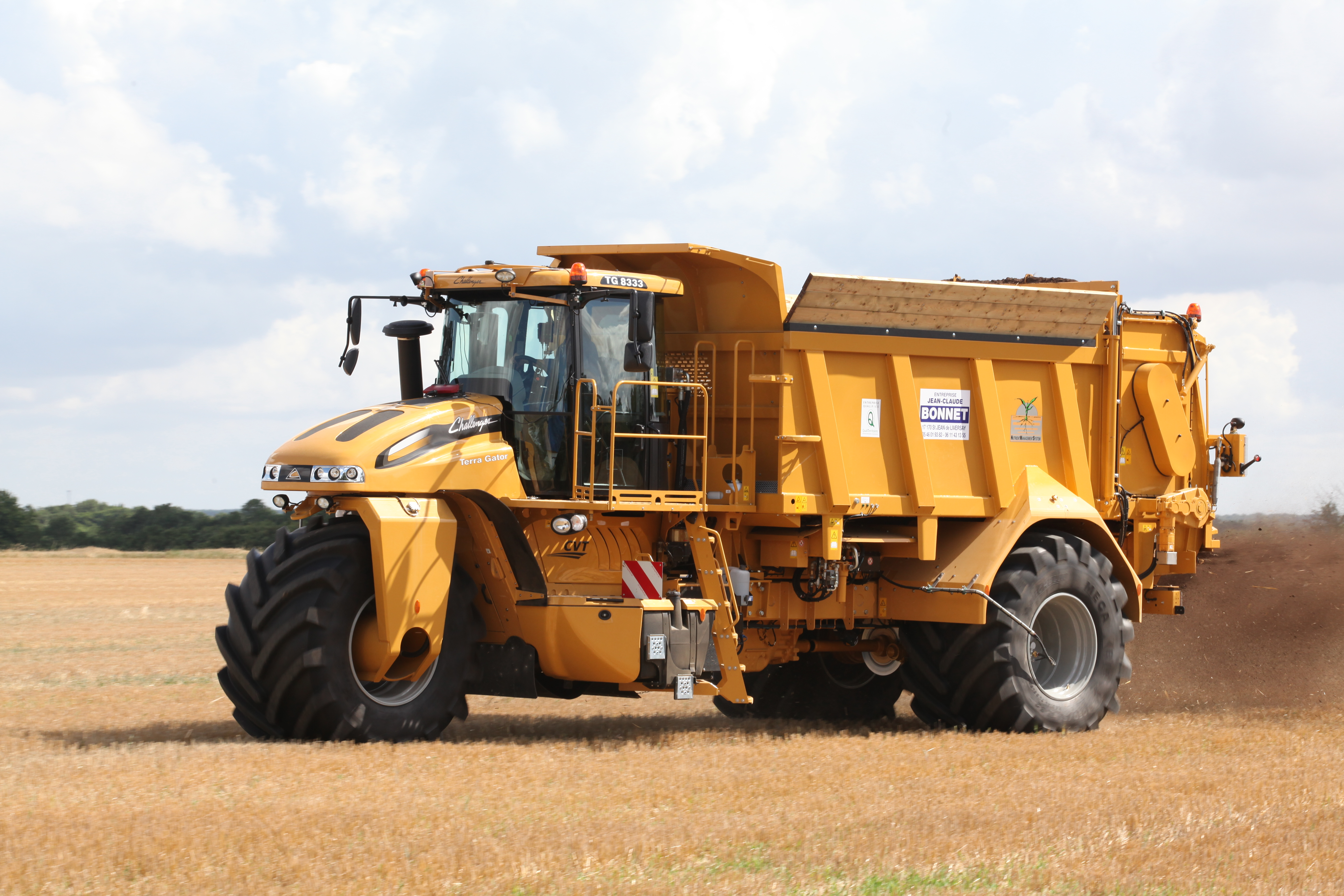
Épandage de fumier avec un automoteur Challenger Terragator

Le fumier est épandu sur les champs manuellement ou à l'aide d'un épandeur.

#### Impact environnemental et récupération
L'odeur du fumier des herbivores non ruminants (chevaux, rhinocéros, éléphants) est généralement plus douce que celle du fumier des ruminants dont le système digestif assure une importante néosynthèse d'acide aminés et surtout celui des carnivores dont la ration est très riche en protéines. Ainsi le crottin d'éléphant est presque inodore et le fumier de porc pailleux a peu d'odeur, contrairement au lisier. Dans les régions agricoles, suivant la quantité de fumier utilisée et sa provenance, les odeurs sont diversement supportées.
Les fientes des volailles sont à utiliser avec précaution lorsqu'elles sont fraîches à cause de leur teneur élevée en ammoniac. Toutefois, l'ammoniac incorporé au sol est utilisé en partie par les plantes comme fourniture d'azote ; le compostage diminue fortement la teneur en ammoniac et donc en azote. le scrubbing (action d’un acide sulfurique ou nitrique sur l’ammonium des fumiers ou lisiers, voir aussi Traitement des gaz par les amines) permet de produire des sulfates ou des nitrates d’ammonium (ammonitrate).
Les eaux s'écoulant des tas de fumier étaient autrefois, dans les bonnes installations, réincorporées au purin ou au lisier. On tend depuis les années 2000 à traiter les déchets liquides d'origine animale de façon à en récupérer certains minéraux en précipitant de la struvite (NH4MgPO4 • 6 H2O), un engrais (FIR) directement utilisable. C'est essentiellement le phosphore qui donne sa valeur à la struvite. De plus cette méthode prévient l'eutrophisation des eaux ou améliore le fonctionnement des stations d'épuration.

#### Biogaz

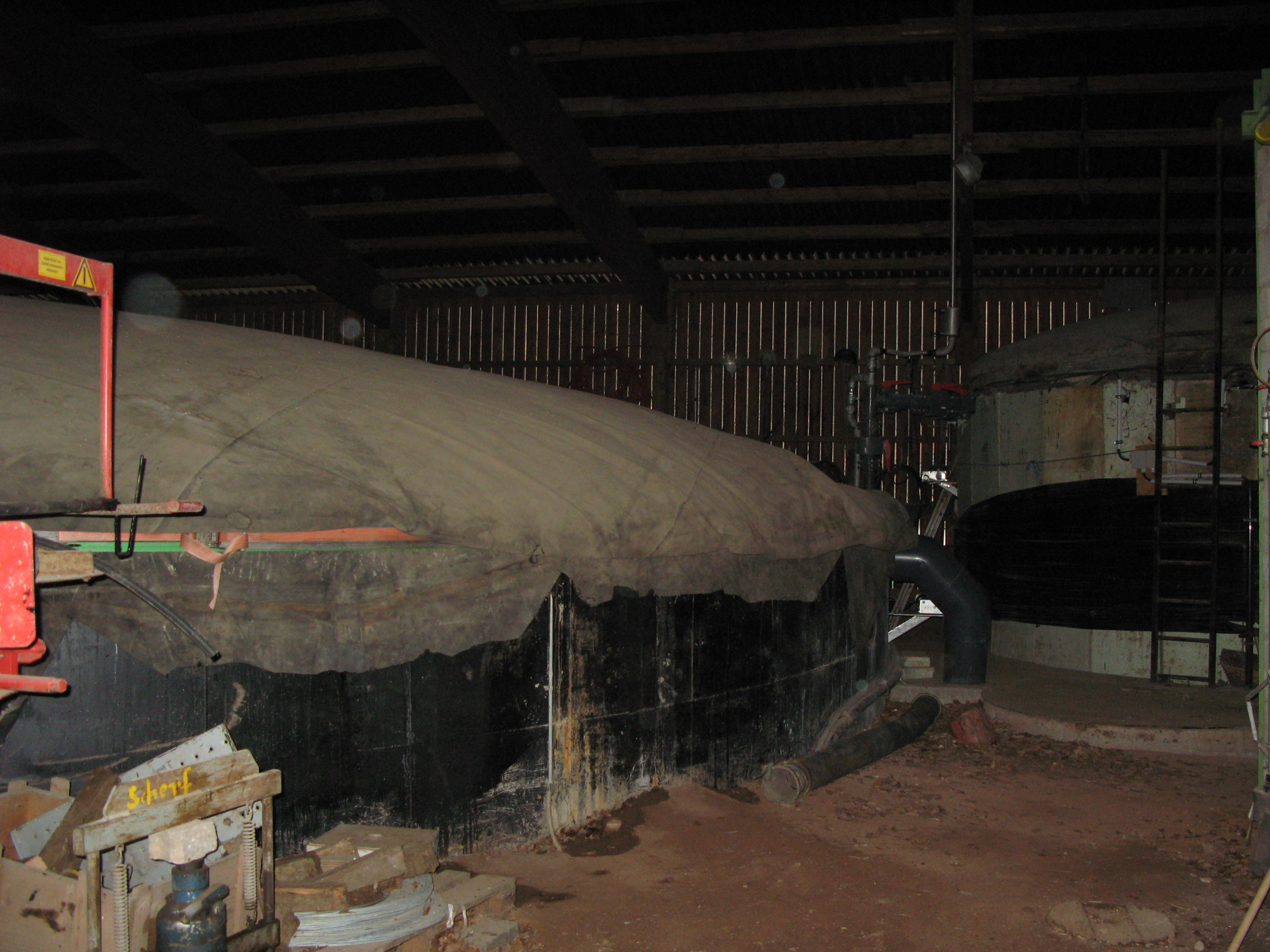
Fabrication de biogaz à la ferme ; à gauche stockage du fumier à l'abri de l'air, à droite cuve de fermentation, Bavière, 2008.

Le fumier comme d'autres matières organiques fermentiscibles est utilisé en fabrication de biogaz.

#### Terreau
Le fumier de cheval était autrefois l'une des bases de la fabrication du terreau avec les feuilles mortes. Depuis sa raréfaction, il est remplacé par la tourbe et le fumier n'entre plus que marginalement dans la composition du terreau. Le fumier de bergerie traditionnelle, en général longuement mélangé à la paille et ayant subi une préfermentation en litière accumulée est ce qui se rapproche le plus du fumier de cheval.

#### Installation de couches chaudes

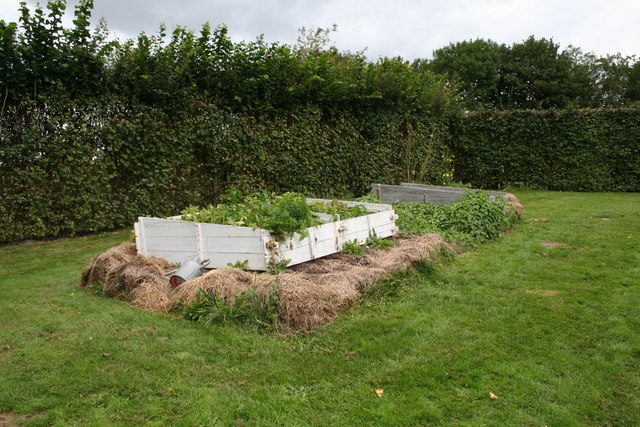
Culture de légumes sous châssis (ici découvert) et sur couche chaude.

Les fumiers de bovins, ovins et chevaux assez pailleux sont utilisés dans la technique de culture sur couche chaude qui permet des cultures hâtives : du fumier frais et de la terre fine sont placés sous un châssis en verre ou plastique transparent et régulièrement arrosés. La fermentation du fumier provoque une augmentation notable de la température, ce qui autorise des germinations de graines en hiver et des plants dès la fin de l'hiver. Ce sont des méthodes voisines qui sont pratiquées pour la culture du champignon de couche (on prenait traditionnellement du fumier de cheval) et le forçage des endives et de la barbe de capucins (une autre chicorée à salade), il faut alors obtenir une température de 20 °C.
Cette technique, autrefois indispensable en production de primeurs, a été largement remplacée par la culture sous serres ou bâtiments climatisés et la délocalisation de la production vers des pays à climat chaud.

#### Combustible

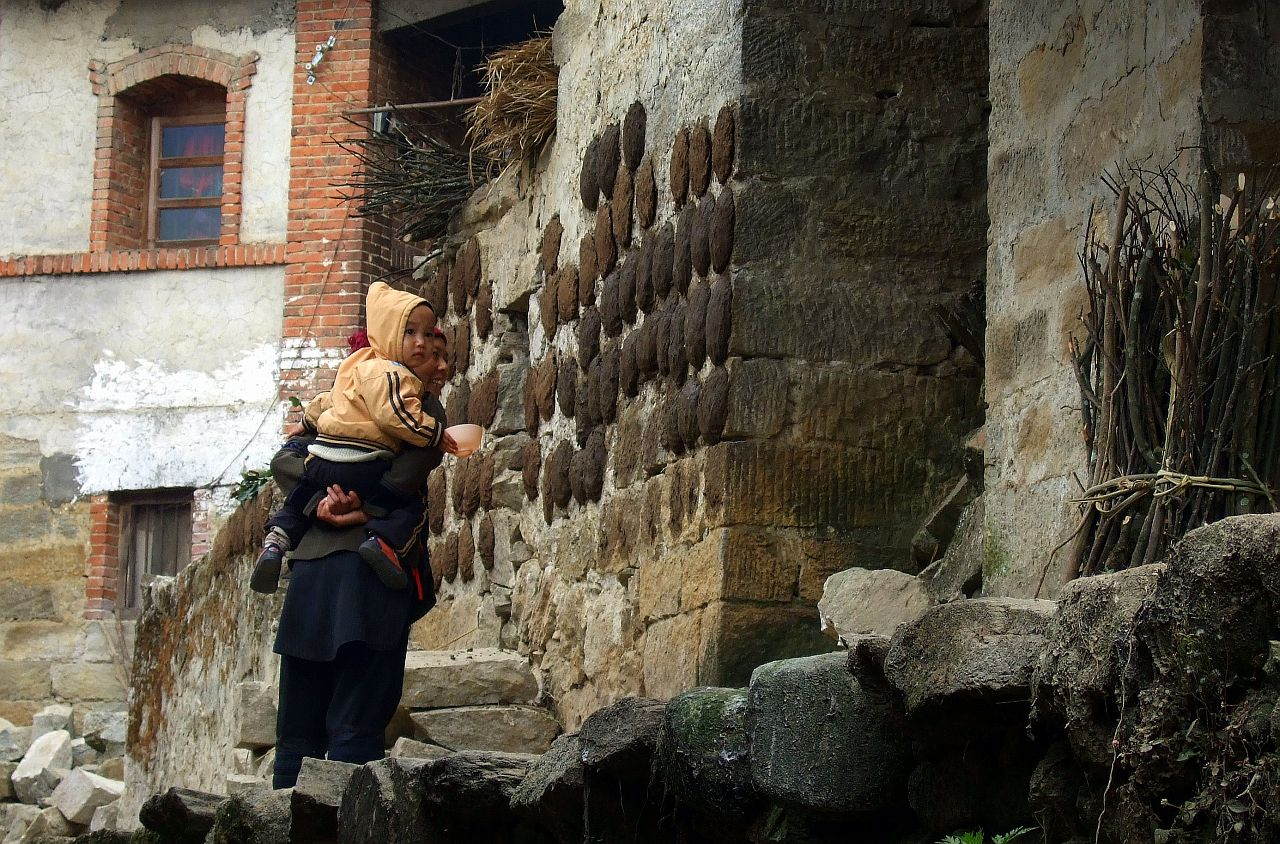
Galettes de fumier de buffle séchées sur un mur. Yunnan, Chine.

Le fumier séché d'animaux est également utilisé comme combustible. En France, cet usage est devenu très minoritaire. Celui de vache, en particulier, fut, et demeure aujourd'hui encore un combustible important dans des pays comme l'Inde, parfois supplanté par le fumier séché de chameau dans certaines régions désertiques.
Sur la piste de l'Oregon, les familles pionnières collectèrent de grandes quantités de fumier de bison à la suite de la pénurie de bois à brûler. On utilisa alors le fumier de diverses manières, non seulement comme combustible pour la cuisine, mais aussi afin de combattre les froides nuits du désert.

#### Papeterie
Un des autres usages du fumier est la production de papier, qui fut effectuée à partir de bouse d'éléphant, mais aussi de cheval ou de kangourou, dans de petites industries en Asie et en Australie. Ces herbivores non ruminants présentent une fermentation digestive réduite par rapport aux ruminants et leur fumier reste riche en fibres.

### Historique
Depuis des siècles, le fumier est considéré comme un bien précieux, possédant une certaine valeur marchande. Si une partie de la production de fumier
était assurée dans les fermes grâce à l’élevage de bétail, la ville fut pendant longtemps une source privilégiée de matière fertilisante pour les agriculteurs. L’absence d’égouts et la présence d’une population animale et humaine plus dense assuraient une production continue. Jusqu’à une certaine époque, les citadins l’utilisaient directement et cet usage était strictement régulé. Dans l’Écosse préindustrielle, par exemple, les habitants des bourgs collectaient eux-mêmes les excréments dans les rues et les épandaient directement dans leurs jardins ou dans les champs directement adjacents à la ville, où ils cultivaient leur propre nourriture. Dans les Pays-Bas autrichiens, les décisions concernant le nettoyage des villes, et plus particulièrement la vidange des latrines et le ramassage des boues, longtemps aux mains des autorités locales, fait l’objet de l’intervention du pouvoir central à partir de 1760. A Namur, par exemple, ville dans laquelle on ne faisait pas usage du « fumier humain », les magistrats de la ville sont sommés en 1765 d’organiser le ramassage des « excremens » afin de moderniser l’agriculture namuroise en l’orientant vers le fumage intensif des terres.
Au fil des siècles, avec l’agrandissement des villes et l’amélioration des moyens de transports, il est commercialisé de plus en plus loin : à la fin du XVIIIe siècle, on estime que le fumier étaient généralement transporté sur de plus longues distances que les céréales. Le XIXe siècle marque un tournant dans la production de fumier dans les villes. La population urbaine explose littéralement, les chevaux sont présents partout en ville, générant des quantités astronomiques d’excréments. Les autorités urbaines se retrouvent face à un problème de taille, d’autant plus que la présence de ces ordures font le nid des épidémies de choléra. Les villes se munissent alors d’éboueurs chargés d’assurer la collecte des déchets ménagers (un mélange de cendres, d’excréments et d’épluchures) et de balayeurs de rues qui ramassaient les excréments animaux dans les rues. L’ensemble, après avoir éventuellement été centralisé dans une « ferme des boues », était alors vendu aux agriculteurs. Dans certaines villes, comme Londres, Paris et Dundee, on faisait usage des nouvelles voies de chemin de fer, non seulement pour acheminer les denrées alimentaires destinées à nourrir les ménages mais aussi pour évacuer cet encombrant fumier urbain. Petit à petit, cependant, les villes se munissent d’une système d’égout et de « water closets » : le fumier urbain n’est alors plus composé que d'excréments des chevaux. Avec la disparition de ceux-ci du paysage urbain, ce commerce est peu à peu totalement abandonné, au profit de la valorisation des eaux usées et autres boues d'épuration.

## Précautions
Certains fumiers peuvent contenir des contaminants, notamment des hormones, antibiotiques et pesticides résiduels, des organismes pathogènes et des métaux lourds. Le compostage aérobie à température élevée éliminant beaucoup de contaminants, il est recommandé lorsqu’une faible contamination organique est suspectée. La prudence est cependant de mise, car des travaux de recherche ont démontré que les bactéries Salmonella et E. coli semblent survivre au processus beaucoup mieux que prévu. Le risque de transmission de maladies humaines décourage l’utilisation du fumier frais, voire de certains composts, en tant que fertilisant à épandre avant les semis ou la plantation ou en bandes latérales dans les cultures maraîchères, surtout si les produits de récolte sont fréquemment consommés crus.
La décomposition du fumier génère de la chaleur, et il n'est pas extraordinaire que ce dernier s'embrase spontanément lorsqu'il est stocké en tas massif. Une fois qu'une telle masse de fumier est en feu, elle pollue l'air sur une très grande surface, et requiert des efforts considérables pour s'éteindre. Les grands feed lots doivent, par conséquent, s'assurer que les piles de fumier frais ne deviennent pas excessivement grosses. Le risque de combustion spontanée est très faible sur des petits tas.

## Dans les arts et la littérature

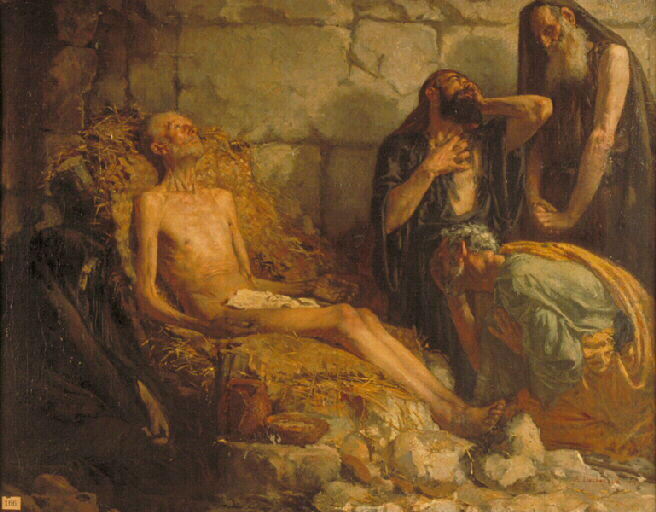
Job sur le fumier, Déchenaud, 1892.

- Les Plantes, 1797, poème de René Castel

« Là, sous un peu de terre, on concentre les feux
que la paille a reçus des coursiers généreux. »
Cité par les Goncourt, La Société française sous le Directoire, Paris, Charpentier, 1914, p. 257.
- Job sur le fumier, œuvre de Déchenaud. Job est cité ausi bien dans la Bible que le Coran. Vivre sur du fumier est faire preuve d'humilité.

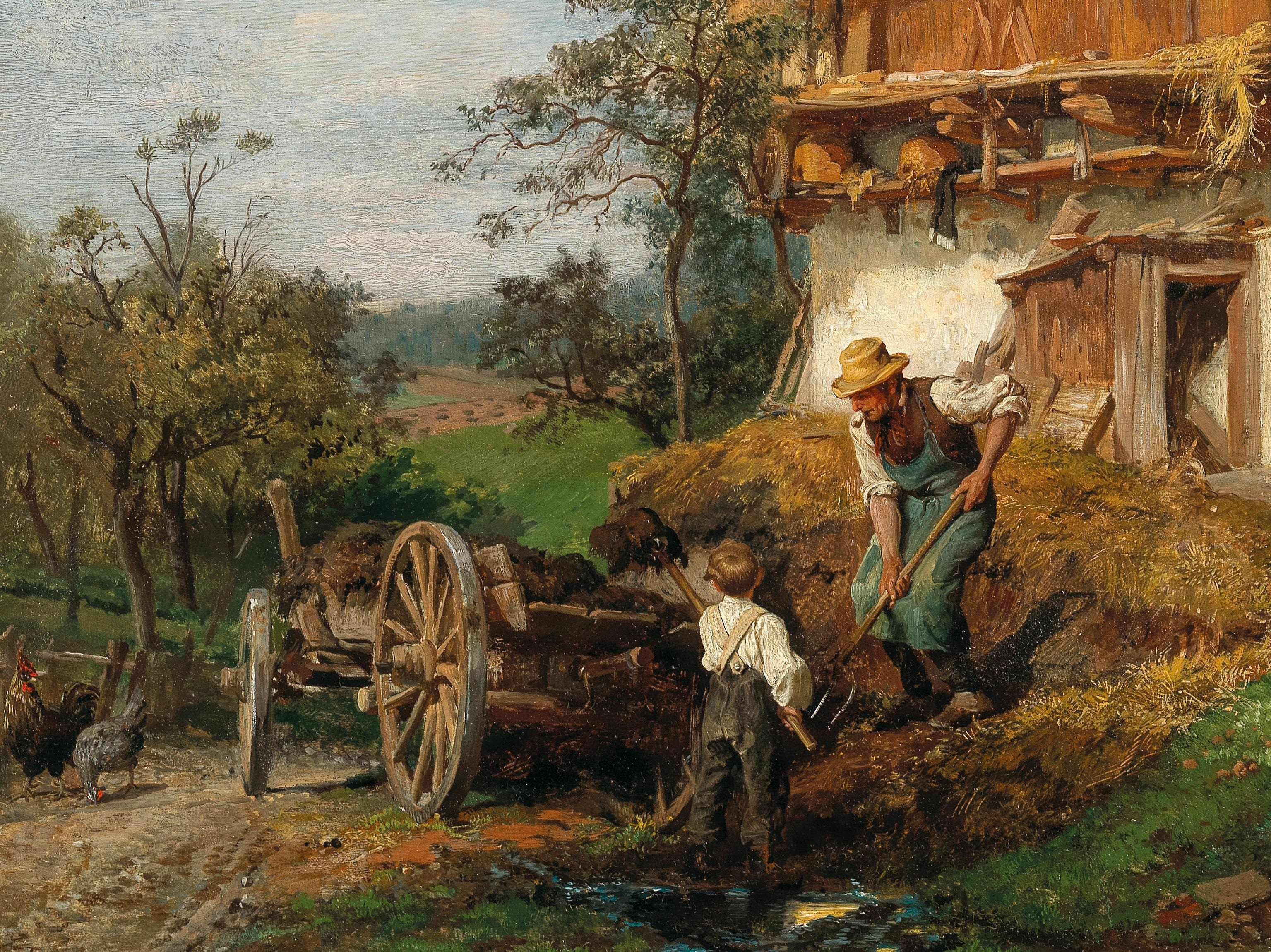
Felix Schlesinger : Landleben (Vie à la campagne), Allemagne, avant 1910.

- Landleben de Felix schlesinger Felix Schlesinger : Landleben (Vie à la campagne), Allemagne, avant 1910.

## Calendrier
Dans le calendrier républicain, Fumier était le nom donné au 8e jour du mois de nivôse.